# Schistura bella
Schistura bella és una espècie de peix de la família dels balitòrids i de l'ordre dels cipriniformes.

## Morfologia
Els mascles poden assolir els 3,9 cm de longitud total.

## Distribució geogràfica
Es troba a les conques dels rius Mekong i Maeklong (Myanmar i Tailàndia).

## Amenaces
Les seues principals amenaces són la construcció de preses, la desforestació i les pràctiques agrícoles gens sostenibles.